# 溆水
溆水，是中国长江流域的一条河流，汇入沅江右岸，属于沅江水系。河长143千米，流域面积3290平方千米，多年平均流量86立方米每秒。自然落差540米。水能理论蕴藏量9万千瓦。